# East-West Telegraph

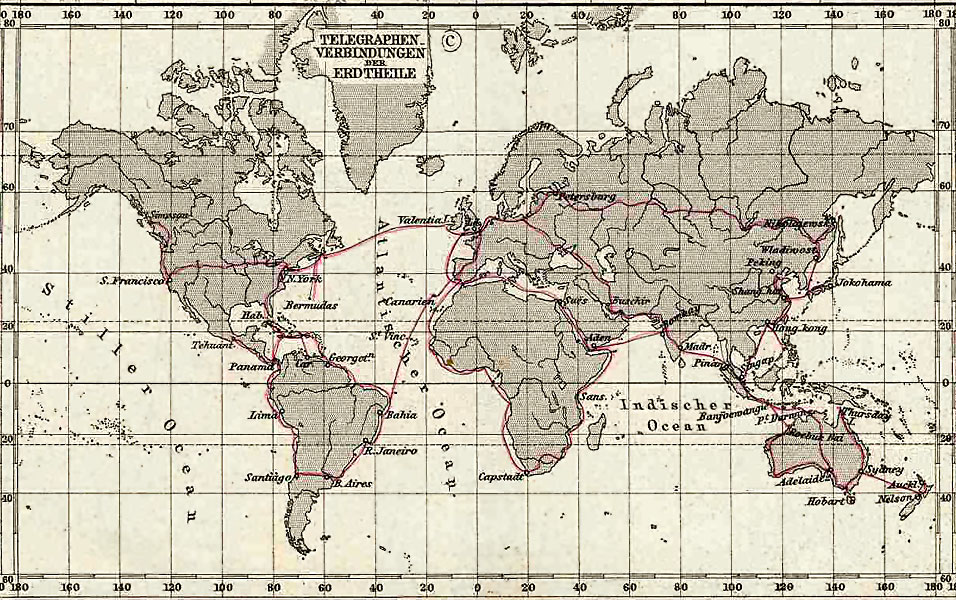
Die Telegrafenlinie von Adelaide an die Westküste Australiens war Teil des weltumspannenden Telegrafennetzes (1891)

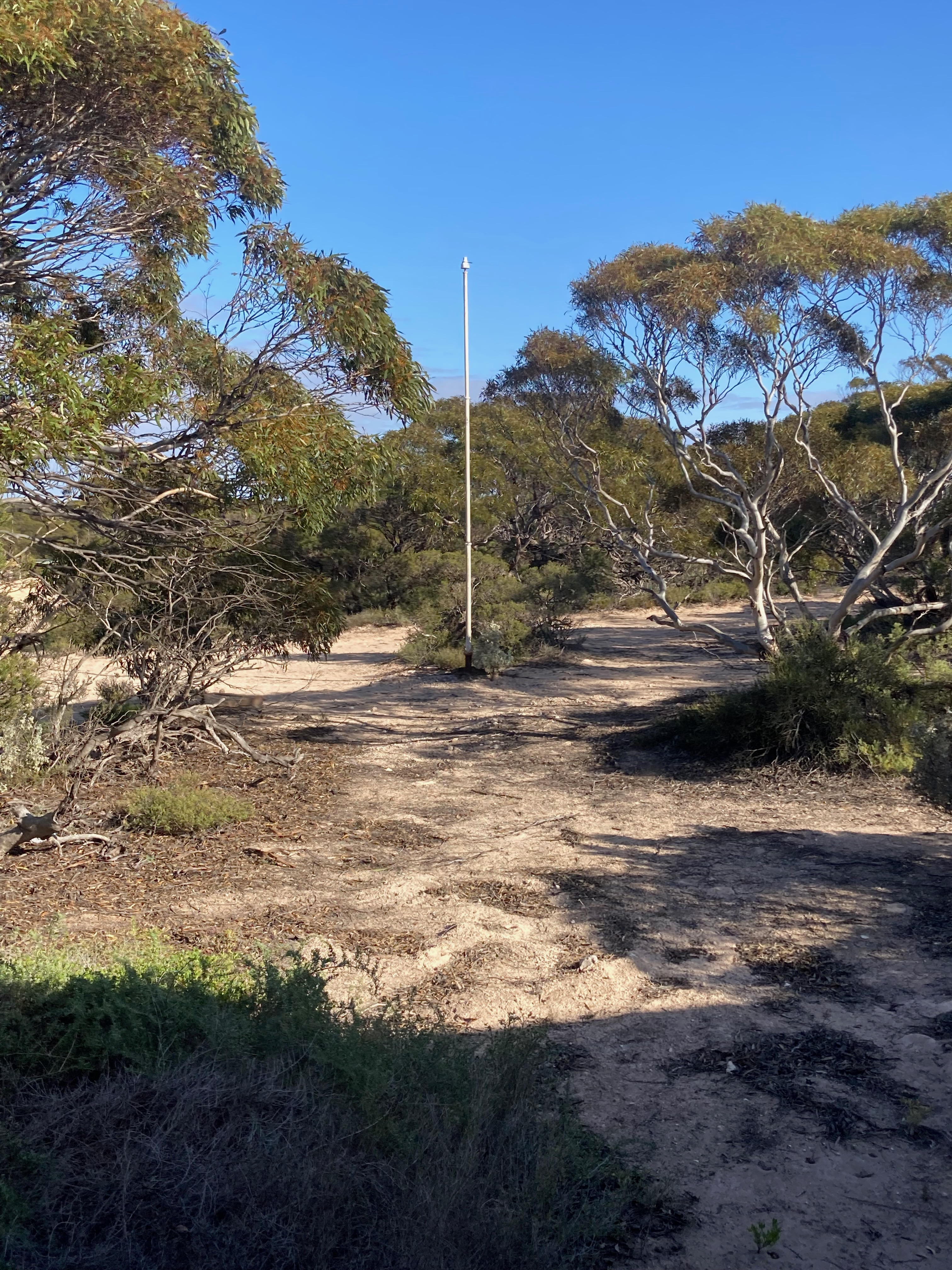
Einer der wenigen noch stehenden Telegrafenmasten der Ost-West-Telegrafenlinie (2022)

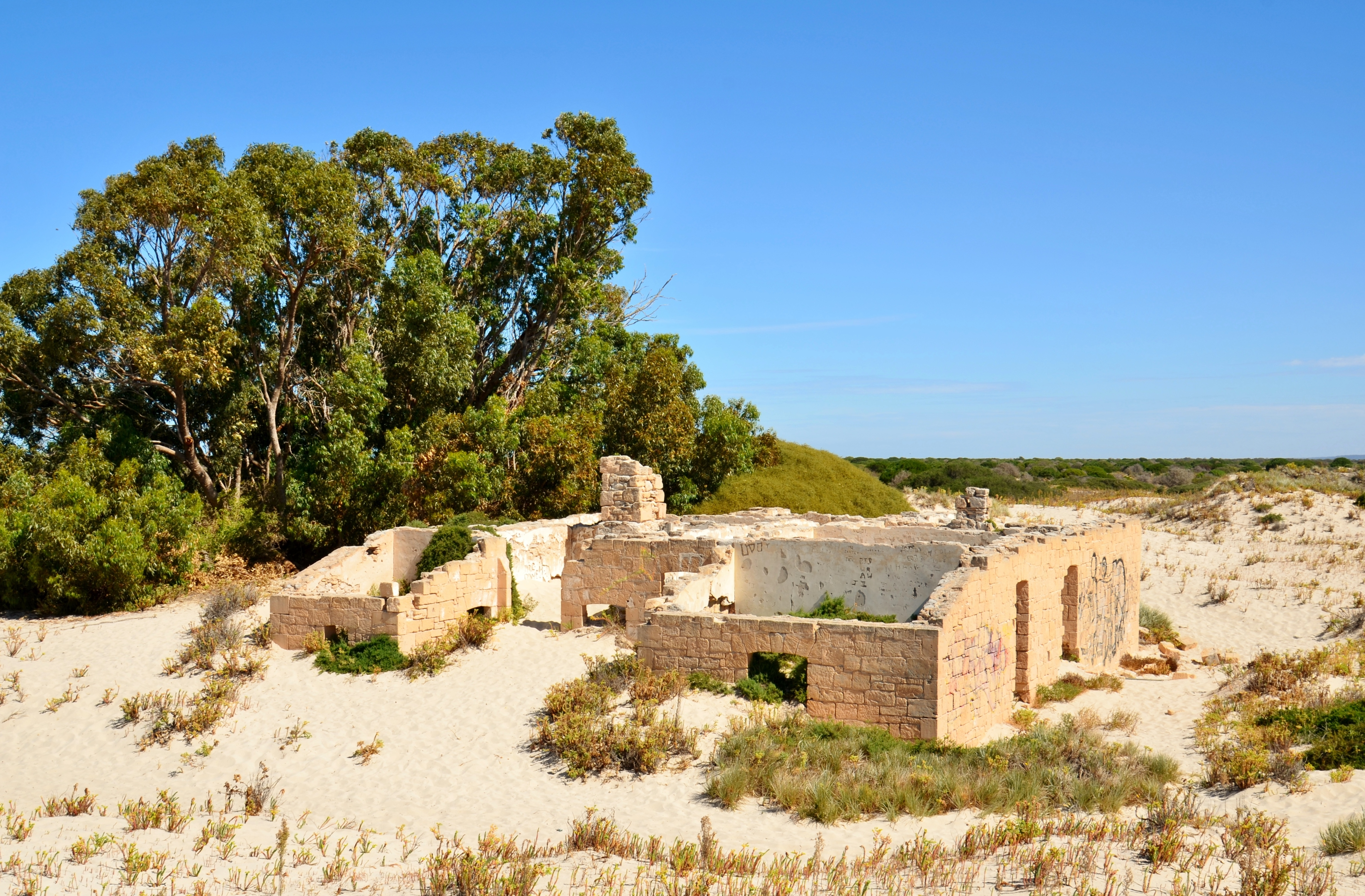
Ruine der Telegrafenstation Eucla in der Mitte der Telegrafenlinie (2017)

East-West Telegraph (EWT) (auch: East-West Telegraph Line, deutsch „Ost-West-Telegrafenlinie“) war eine Telegrafenlinie, die von 1875 bis 1877 in Australien errichtet wurde. Sie verband zunächst Port Augusta in South Australia mit Albany in Western Australia, wenig später auch Adelaide mit Perth. Sie war nahezu 50 Jahre lang bis 1927 in Betrieb.

## Geschichte
Nachdem ab 1872 die Transaustralische Telegrafenleitung (englisch Australian Overland Telegraph Line) Port Augusta im Süden über 3200 km mit Darwin an der australischen Nordküste verband, beschlossen im Jahr 1874 die beiden Parlamente von Western Australia und von South Australia den Bau einer weiteren Linie, und zwar von Ost nach West. Dadurch würde endlich auch Westaustralien mit dem Rest des Landes und somit über das Seekabel nach Indonesien mit dem Rest der Welt verbunden werden.
Der Bau des westaustralischen Abschnitts wurde am 1. Januar 1875 in Albany mit einer feierlichen Zeremonie eröffnet. Drei Monate später, im April 1875, begannen die eigentlichen Bauarbeiten in Western Australia. Dabei war ein nahezu unerschlossenes, staubtrockenes und extrem dünn besiedeltes Land von West nach Ost zu durchqueren, insbesondere auch die weit ausgedehnte Nullarbor-Ebene entlang der Großen Australischen Bucht. Zeitgleich begann ein zweiter Bautrupp etwa in der Mitte des südaustralischen Streckenabschnitts, in Fowlers Bay (bei Yalata), mit der Errichtung einer Telegrafenstation, bevor von hier aus die Linie weiter nach Westen vorangetrieben wurde.
Am 15. Juli 1877 konnten die Arbeiten abgeschlossen und die ersten Telegramme zwischen Port Augusta und Albany ausgetauscht werden. Ab 8. Dezember 1877 war auch die Kommunikation zwischen Adelaide und Perth über eine Gesamtstreckenlänge von 1986 Meilen (3196 km) möglich.
Der Station Eucla (Bild), etwa in der Mitte der Telegrafenlinie, kam dabei eine besondere Bedeutung zu, denn sie diente nicht nur als Relaisstation und Übergangsstelle zwischen dem westaustralischen und südaustralischen Streckenabschnitt, sondern hier wurde auch der Morsecode gewandelt. Während in South Australia und Victoria traditionell eine frühe Form des Codes benutzt wurde, nämlich der Amerikanische Morsecode, hier Victoria-Code genannt, verwendeten die anderen Bundesstaaten Australiens, darunter auch Western Australia, eine reformierte Version des Codes, die in Europa üblich war und als internationaler Morsecode standardisiert wurde.
Die Ost-West-Telegrafenlinie hatte wesentlichen Einfluss auf die weitere Entwicklung Westaustraliens. Sie verkürzte die Kommunikationszeiten beispielsweise von Perth, der zuvor „am meisten isolierten Großstadt des Planeten“, mit London von zuvor mehreren Monaten auf nun nur noch wenige Stunden. Nach fast fünfzig Jahren Betriebszeit wurde die Telegrafenlinie im März 1927 stillgelegt.